# Anorexigen
Anorexigen (del grec an- = "sense" i orexis = "apetit"), també conegut com a anorexigènic, anorexiant, o supressor de la gana, és aquell fàrmac o complement dietètic, que redueix la gana. Se sol emprar en el tractament de l'obesitat greu com a complement d'una dieta hipocalòrica. Els fàrmacs d'aquest tipus estan sovint relacionats amb les amfetamines. Els militars alemanys van experimentar l'administració d'amfetamines als seus soldats l'any 1945, quan les reserves d'aliments eren ben escasses a Alemanya, durant la Segona Guerra Mundial. Contrasta amb els estimulants de la gana denominats orexigen.

## Llista d'anorexigens que actuen centralment
Segons Anatomical Therapeutic Chemical Classification System:
- Phentermine
- Diethylpropion
- Rimonabant† (antagonista dels cannabinoides
- Sibutramine†
- Oxymetazoline

Segons MeSH.
- Benfluorex
- Butenolide
- Cathine
- Diethylpropion
- FG-7142
- Phenmetrazine
- Phentermine
- Phenylpropanolamine
- Pyroglutamyl-histidyl-glycine
- Sibutramine

Altres compostos supressors de la gana inclouen:
- Amfetamina
- Benzphetamine
- Bupropion
- Bupropion/naltrexone (Contrave)
- Dextroamphetamine
- Dexfenfluramine† (the D-enantiomer of fenfluramine; withdrawn for the same reason as its racemate)
- Dexmethylphenidate
- Fenfluramine†
- Glucagon
- Methylenedioxypyrovalerone (MDPV)
- Liraglutide (Saxenda)
- Lorcaserin (Belviq)
- Lisdexamfetamine dimesylate (Vyvanse)
- Methamphetamine
- Methylphenidate (Ritalin)
- Phendimetrazine
- Phentermine/topiramate (Qsymia)
- Phenethylamine
- Topiramate (Topamax—an)

## Llista d'anorexigens ambactuació perifèrica
Només hi ha un membre en aquest grup, —orlistat (Xenical).

## Salut pública
Han ocorregut epidèmies d'hipertensió pulmonar fatal i danys a les vàlvules del cor associades amb els agents anorexigens. Aquest va ser el cas del fàrmac aminorex a la dècada de 1960 i també del fenfluramine a la dècada de 1990. La probable relació de phenylpropanolamine amb l'atac hemorràgic va portar la Food and Drug Administration (FDA) a retirar-los del mercat l'any 2000, i també en el cas de l'efedrina que es va pohibir en els suplements dietètics el 2004.

### Alternatives no farmacèutiques
- Els efectes de pèrdua de pes en l'aigua ha donat lloc a certa recerca científica.[5] Beure aigua abans dels àpats pot ajudar en la supressó de la ganan. Consumir mig litre d'aigua 30 minuts abans dels àpats està correlacionat amb una modesta pèrdua de pes (1–2 kg) en homes obesos[6] and women.[7]

- El gènere de plantes Hoodia, històricament s'ha utilitzat com supressor de la gana, en combinació amb extractes d'altres plantes com la fucoxantina, que es troba a les algues.